# Koppe-Canyon
Koordinaten: 71° 35′ S, 17° 26′ W
Der Koppe-Canyon ist ein Tiefseegraben in der Haakon-VII.-See vor der Prinzessin-Martha-Küste des ostantarktischen Königin-Maud-Lands.
Benannt ist er seit 1997 auf Vorschlag des Vermessungsingenieurs und Glaziologen Heinrich Hinze vom Alfred-Wegener-Institut. Namensgeber ist der deutsche Geodät Carl Koppe (1844–1910), der um 1890 den ersten Fototheodoliten für die terrestrische Fotogrammetrie entwickelt hatte.